# William Frawley
William Frawley, all'anagrafe William Clement Frawley (Burlington, 26 febbraio 1887 – Los Angeles, 3 marzo 1966), è stato un attore statunitense.
Dopo gli esordi teatrali, recitò in svariate produzioni cinematografiche e televisive. Lo si ricorda nelle sitcom Lucy ed io, nella parte di Fred Mertz, e Io e i miei tre figli, nella parte di Bub.

## Filmografia parziale

### Cinema
- Lord Loveland Discovers America, regia di Arthur Maude (1916)
- Moonlight and Pretzels, regia di Karl Freund (1933)
- Coniglio o leone? (Strike Me Pink), regia di Norman Taurog (1936)
- Desiderio (Desire), regia di Frank Borzage (1936)
- Resa d'amore (The Princess Comes Across), regia di William K. Howard (1936)
- Il generale morì all'alba (The General Died at Dawn), regia di Lewis Milestone (1936)
- Rose Bowl, regia di Charles Barton (1936)
- Sorgenti d'oro (High, Wide and Handsome), regia di Rouben Mamoulian (1937)
- Pazza per la musica (Mad About Music), regia di Norman Taurog (1938)
- Il prode faraone (Professor Beware), regia di Elliott Nugent (1938)
- Le avventure di Huckleberry Finn (The Adventures of Huckleberry Finn), regia di Richard Thorpe (1939)
- La rosa di Washington (Rose of Washington Square), regia di Gregory Ratoff (1939)
- Il benemerito spiantato (Night Work), regia di George Archainbaud (1939)
- Guanti d'oro (Golden Gloves), regia di Edward Dmytryk (1940)
- The Quarterback, regia di H. Bruce Humberstone (1940)
- One Night in the Tropics, regia di A. Edward Sutherland (1940)
- Passi nel buio (Footsteps in the Dark), regia di Lloyd Bacon (1941)
- Sposa contro assegno (The Bride Came C.O.D.), regia di William Keighley (1941)
- Condannatemi se vi riesce! (Roxie Hart), regia di William A. Wellman (1942)
- Chiaro di luna all'Avana (Moonlight in Havana), regia di Anthony Mann (1942)
- Il sentiero della gloria (Gentleman Jim), regia di Raoul Walsh (1942)
- I conquistatori dei sette mari (The Fighting Seabees), regia di Edward Ludwig (1944)
- Lake Placid Serenade, regia di Steve Sekely (1944)
- Fiamme a San Francisco (Flame of Barbary Coast), regia di Joseph Kane (1945)
- Hitchhike to Happiness, regia di Joseph Santley (1945)
- Ziegfeld Follies, regia di Lemuel Ayers, Roy Del Ruth, Vincente Minnelli, George Sidney, Charles Walters (1945)
- Il virginiano (The Virginian), regia di Stuart Gilmore (1946)
- Tutta la città ne sparla (Rendezvous with Annie), regia di Allan Dwan (1946)
- The Inner Circle, regia di Philip Ford (1946)
- Crime Doctor's Man Hunt, regia di William Castle (1946)
- Monsieur Verdoux, regia di Charlie Chaplin (1947)
- Il miracolo della 34ª strada (Miracle on 34th Street), regia di George Seaton (1947)
- Come nacque il nostro amore (Mother Wore Tights), regia di Walter Lang (1947)
- Bellezze in cielo (Down to Earth), regia di Alexander Hall (1947)
- My Wild Irish Rose, regia di David Butler (1947)
- Texas, Brooklyn and Heaven, regia di William Castle (1948)
- L'ultima sfida (The Babe Ruth Story), regia di Roy Del Ruth (1948)
- Il buon samaritano (Good Sam), regia di Leo McCarey (1948)
- La ragazza di Manhattan (The Girl from Manhattan), regia di Alfred E. Green (1948)
- Home in San Antone, regia di Ray Nazarro (1949)
- Luce rossa (Red Light), regia di Roy Del Ruth (1949)
- The Lady Takes a Sailor, regia di Michael Curtiz (1949)
- I marciapiedi di New York (East Side, West Side), regia di Mervyn LeRoy (1949)
- Kill the Umpire, regia di Lloyd Bacon (1950)
- Non ci sarà domani (Kiss Tomorrow Goodbye), regia di Gordon Douglas (1950)
- Gianni e Pinotto contro l'uomo invisibile (Abbott and Costello Meet the Invisible Man), regia di Charles Lamont (1951)
- Il ratto delle zitelle (The Lemon Drop Kid), regia di Sidney Lanfield (1951)
- Il gatto milionario (Rhubarb), regia di Arthur Lubin (1951)
- Rancho Notorious, regia di Fritz Lang (1952)

### Televisione
- Damon Runyon Theater – serie TV, episodio 1x14 (1955)
- Westinghouse Desilu Playhouse – serie TV, episodi 1x16-2x10 (1959)
- My Living Doll – serie TV, episodio 1x13 (1964)